# Pinyó fix

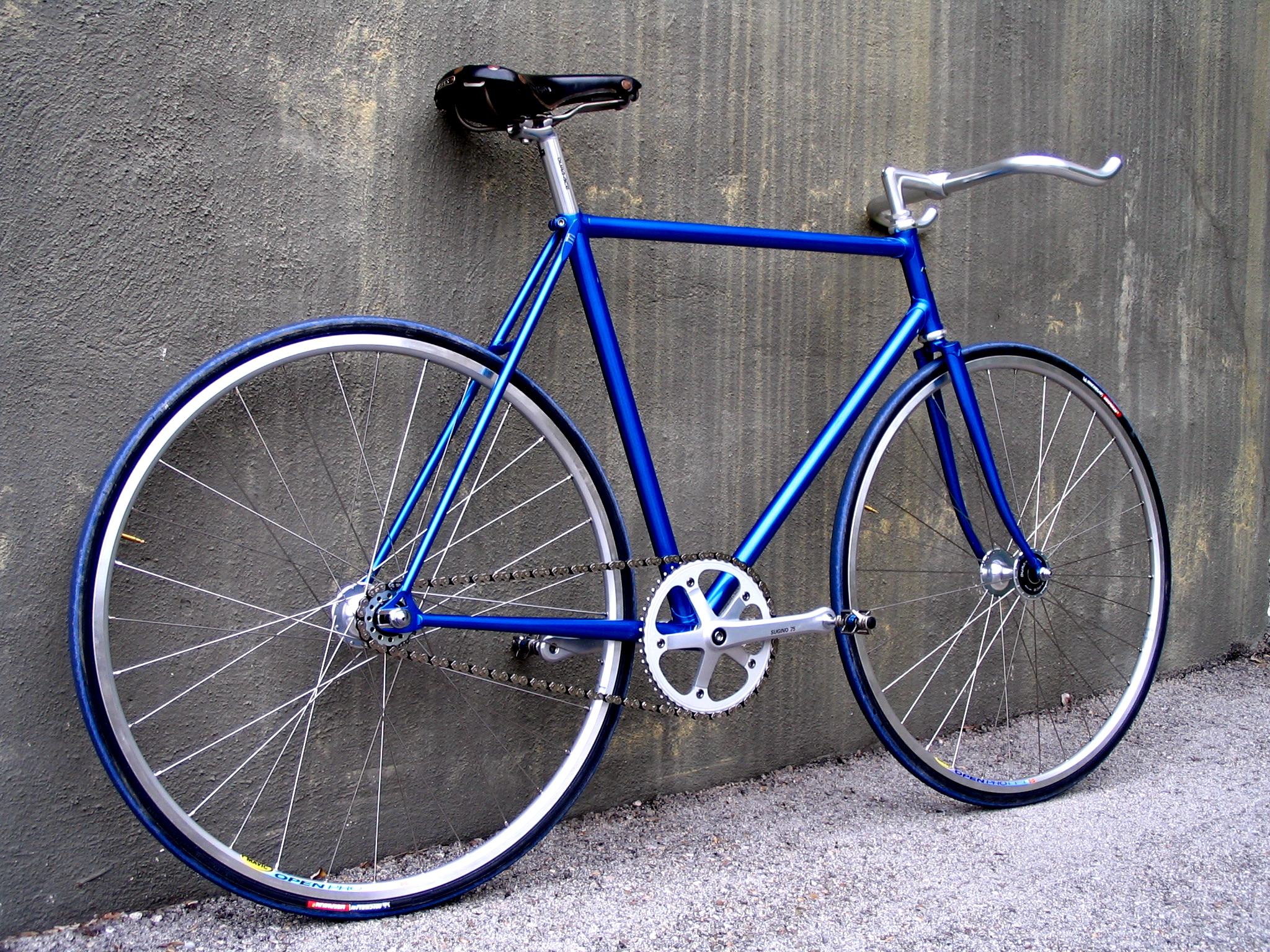
Bicicleta de pinyó fix.

El terme pinyó fix es refereix al sistema de transmissió que usen les bicicletes que s'anomenen de la mateixa manera.

Aquest sistema té la particularitat de no disposar de l'engranatge que permet deixar de pedalar (punt mort). El pinyó és unit a l'eix de la roda posterior de manera fixa, per la qual cosa els pedals es mouen sempre que la roda del darrere gira, cosa que permet frenar contrarestant la força dels pedals i fins i tot, amb una mica de pràctica, anar marxa enrere. Quasi qualsevol tipus de bicicleta es pot convertir en una de pinyó fix: depèn de la forma de les punteres, que són l'encaix del quadre on s'allotja l'eix de la roda del darrere.

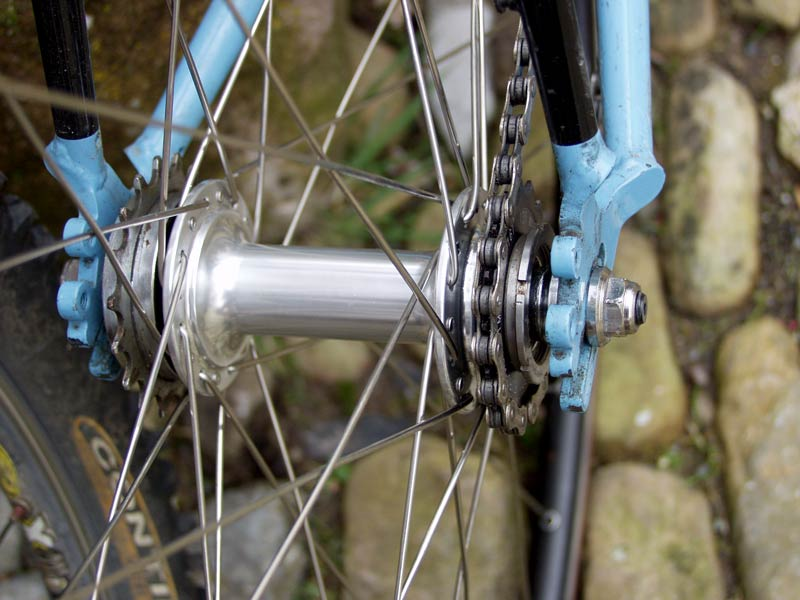
Boixa doble pinyó reversible, fix i lliure

Segons la Direcció General de Tràfic espanyola, una bicicleta ha de tenir un sistema adequat de frenada que actui sobre les rodes del davant i del darrere i un timbre. En alguns països s'accepta el pinyó fix com a sistema adequat de frenada; en d'altres es considera perillós i, per tant, se'n prohibeix l'ús en vies públiques.

## Història
Les primeres bicicletes amb cadena eren totes de pinyó fix, des de 1885. Les bicicletes de pista són un tipus de bicicletes de pinyó fix per córrer als velòdroms, on van sorgir als Estats Units d'Amèrica durant la dècada dels anys 1960. A part del pinyó fix són bicicletes molt lleugeres (actualment poden arribar a pesar sis quilos) i amb aquestes propietats s'aconseguia molta velocitat en molt pocs metres. La cultura del pinyó fix (en americà fixie) va sorgir als anys 1980 a San Francisco. Les bicis eren inspirades amb les bicicletes de velòdrom, adaptades pels bicimissatgers de Nova York; i d'aquí han passat a trobar-se a moltes ciutats europees cap a principis del segle XXI. A Barcelona les primeres bicis de pinyó fix les van portar dos neerlandesos el 2004 amb esperança que la gent s'adaptés aquesta nova moda. Com areu, a la fi del segle xix, Catalunya era «el vehicle del futur» i va ser abraçada per personalitats com Ramon Casas, Utrillo, Pere Romeu, Claudi Rialp o Alejandro Lerroux.
En la llengua quotidiana, «anar a pinyó fix» ha entrat com una frase feta per a expressar «sense parar», «anar de pressa» o «amb obstinació».

## Usos
Fins fa ben poc les bicicletes de pinyó fix s'utilitzaven gairebé únicament en curses de pista en velòdroms i ciclisme artístic però des de fa uns anys està guanyant molta força el fenomen fixie, impulsat pel col·lectiu de missatgers de les grans ciutats americanes que van tornar a utilitzar aquestes bicicletes molts anys després que desapareguessin dels carrers de tot el món, substituïdes per bicicletes amb canvi de marxes i pinyó lliure. Aquest fenomen ha assolit el nivell de moda i fenomen social a bona part del món. L'estètica minimalista de les bicis, molts cops sense frens, es complementa amb roba i altres articles que utilitzaven els ciclistes d'elit fa molts anys.
Dins aquesta cultura també se solen utilitzar les fixies per jugar a bike polo o cycle ball, i en trobades se solen fer activitats com esprints, alleycat races, agafar el candau, concursos de derrapar, mantenir l'equilibri, etc. Els ciclistes professionals fan servir les bicicletes de pinyó fix per entrenar, ja que obliga a fer més exercici i millora l'estil de la pedalada.

## Avantatges i inconvenients
Entre els avantatges trobem els següents:
- En condicions adverses del paviment, hi ha ciclistes que prefereixen el pinyó fix, ja que els transmet millor les sensacions de la roda posterior.
- Alguns experts consideren que pedalar molt ràpid, com per exemple anant amb pinyó fix en baixades pronunciades o en pla amb una relació de marxa curta incrementa la flexibilitat i potència de les cames així com un estil de pedalada més eficient.[6]
- Una bicicleta de pinyó fix té menys parts mòbils; per tant, requereix menys manteniment.

Alguns inconvenients:
- En baixades pronunciades les cames solen girar més ràpid del normal (a vegades, a 150 revolucions per minut (rpm)  o més), el que fa que el ciclista hagi de fer servir els frens, sempre que en disposi.
- Les primeres vegades que es fa servir una bicicleta de pinyó fix, una persona acostumada a una bicicleta convencional té la tendència a deixar de pedalar en acostar-se a revolts o obstacles, cosa que pot provocar una reacció inesperada i la consegüent pèrdua de control.
- Intentar girar mentre es pedala a una certa velocitat pot provocar que els pedals toquin a terra provocant una reacció inesperada, i la consegüent pèrdua de control.
- Els usuaris de bicicletes amb pinyó fix no poden utilitzar les marxes per adequar la cadència de pedalada a la inclinació del terreny.